# دونیا آیاسو و فلیکس سابروسو
دونیا آیاسو و فلیکس سابروسو (اسپانیایی: Dunia Ayaso y Félix Sabroso‎) یک زوج کارگردان فیلم و فیلم‌نامه‌نویس اسپانیایی اهل جزایر قناری هستند.
آن‌ها کار خود را با یک گروه تئاتر آغاز کردند و بعدها دوره‌هایی در زمینه فیلم‌برداری گذراندند. سابروسو به‌عنوان فیلم‌نامه‌نویس تلویزیونی کار می‌کرد و آیاسو پیش از ساخت نخستین فیلمشان با عنوان زشت، ویدیوهایی تهیه می‌کرد. دونیا آیاسو در ۲۸ فوریه ۲۰۱۴ در سن ۵۳ سالگی درگذشت.
از فیلم‌ها یا مجموعه‌های تلویزیونی که وی در آن‌ها نقش داشته‌است، می‌توان به زنان، «ببخشید عشقم، ولی لوکاس عاشقم بود» و «جزیرهٔ درون» اشاره نمود.